# Bánfai Ágnes
Bánfai Ágnes (Budapest, 1947. június 8. – Kismaros, 2020. augusztus 20.) világbajnoki bronzérmes tornász, olimpikon, edző. Az év magyar tornásznője (1967, 1968, 1969). Férje Pézsa Tibor (1935) olimpiai bajnok vívó.

## Élete
1958 és 1965 között az Angyalföldi Sportiskola, 1966 és 1974 között a Bp. Spartacus tornásza volt. 1967 és 1974 között a válogatott keret tagja volt. 1967 és 1969 között sorozatban háromszor választották az év magyar tornásznőjének. 1977-ben a Testnevelési Főiskolán torna szakedzői diplomát szerzett.
Részt vett az 1968-as mexikóvárosi olimpián, ahol a csapat versenyben Békési Ilonával, Ducza Anikóval, Makray Katalinnal, Müller Katalinnal és Tolnai Mártával az ötödik helyen végzett. Az 1974-es várnai világbajnokságon a csapat tagjaként bronzérmet szerzett.

## Sikerei, díjai
- Világbajnokság
  - bronzérmes: 1974, Várna (csapat)
- Magyar bajnokság – bajnok
  - egyéni: 1967, 1968, 1969, 1970
  - gerenda: 1967
  - lóugrás: 1967, 1969, 1970
  - talaj: 1967. 1969
- az év magyar tornásznője (1967, 1968, 1969)